# 梅毒
梅毒是一種細菌型的性傳染病，病原體是螺旋菌菌种梅毒螺旋體的一種亞種（Treponema pallidum pallidum）。其病原体最早由德国的埃里克·霍夫曼和弗里兹·蕭丁在1905年發现。梅毒的病徵和症狀相當多樣，隨著感染期（初期、第二期、潛伏期，和第三期）的不同會有不同的症狀。初期典型呈現單一下疳（堅硬、無痛、無搔癢的皮膚潰瘍），但會有多處痠痛；在第二期中會出現經常遍布到手掌與腳掌的廣泛紅疹。在口腔與陰道處會有潰瘍。潛伏期的患者症狀通常不明顯，可能維持數年。在第三期會有梅毒腫（柔軟、非癌症式生長）、神經性與心臟疾病。梅毒因其症狀表現類似許多其他疾病，而以「偉大的模仿者」為人熟知。
梅毒主要透过人類性行為传播。该疾病也可由母亲在怀孕或分娩时传染给胎儿，导致先天性梅毒。其他由相关「梅毒螺旋体」造成的人类疾病包括雅司病（pertenue亞種）、品他病（carateum亞種）及非性病性梅毒（endemicum亞種）。通常梅毒可以透過血液檢查診斷出來，不過其實梅毒螺旋體能使用暗視野顯微鏡檢測。美國疾病預防中心會建議所有孕婦都進行相關檢驗。
防治梅毒的方法包含使用乳膠保險套，與減少性伴侶等方式。梅毒可以利用抗生素有效治療。許多病例中偏好的抗生素為長效性青黴素—苄星青霉素进行肌肉內注射。對於有嚴重青黴素過敏的患者，可以使用去氧羥四環素或四環黴素。對於有神經性梅毒患者，建議使用青黴素G鉀或頭孢曲松。至于对青霉素严重过敏的病患则可以透过口服多西环素或阿奇霉素来进行治疗。治療過程中，患者可能會產生發燒、頭痛，與肌肉痛的雅-赫氏反應。
在2015年，感染梅毒的人數約4,540萬，新個案則有600萬宗。而在2015年期間，梅毒造成10.7萬人死亡，相對於1990年的20.2萬人已降低許多。1940年代，由於抗藥性的關係，青黴素的效用大幅降低。於是，感染率自世紀之交後便在許多國家上升，通常合併人類免疫不全病毒（HIV）。據信部分導因於性滥交者與性交易的增加，保險套使用的降低及各種不安全性行為。2015年，古巴成為世界第一個根除母子垂直感染梅毒的國家。

## 病徵及症狀
梅毒的病程共有四期：第一期、第二期、潛伏期，和第三期，另外也有先天性梅毒。由於梅毒的症狀多樣，因此威廉·奧斯勒爵士以「厲害的模仿者」（the great imitator）一詞來形容該疾病。

### 第一期梅毒

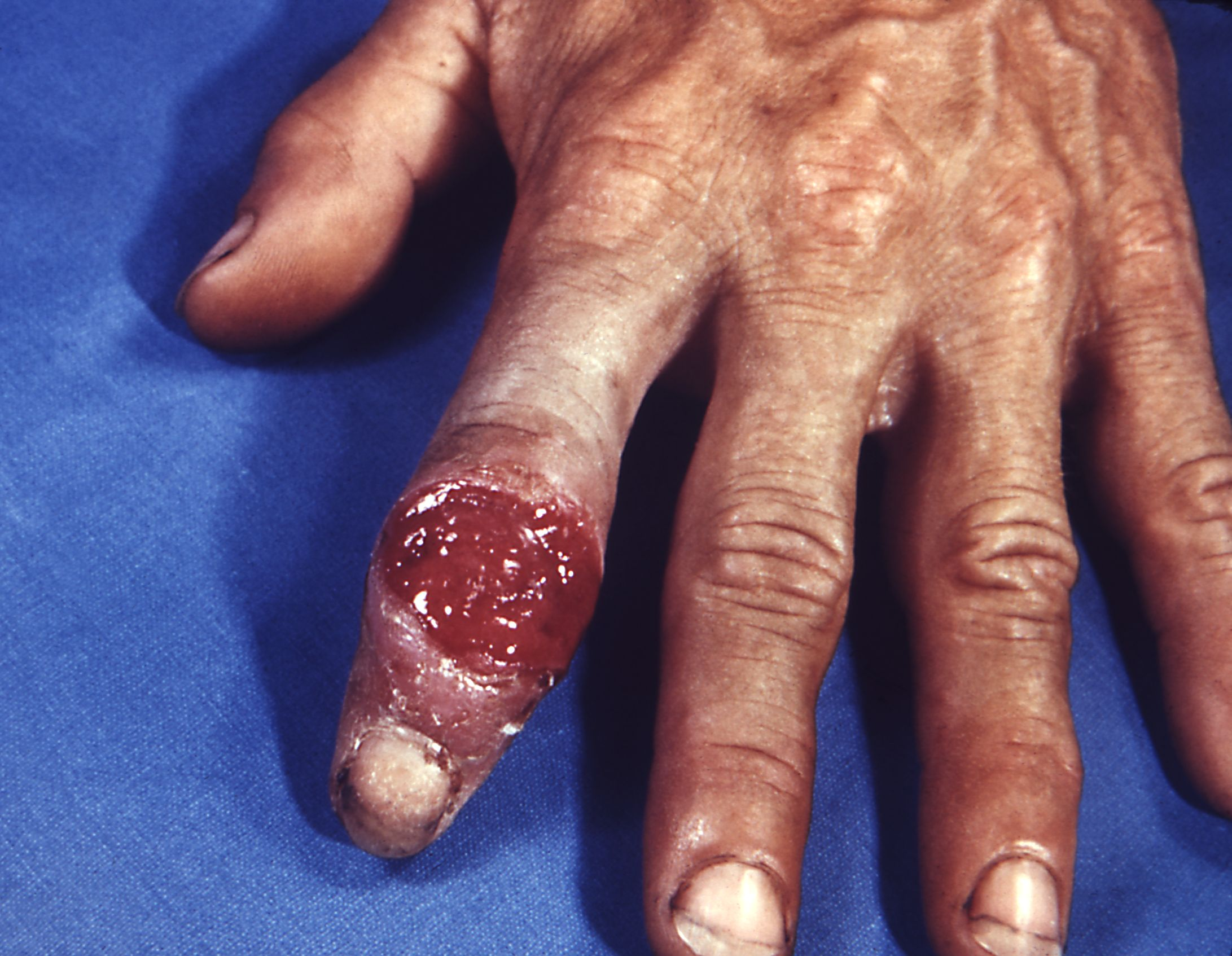
手指上的第一期梅毒硬下疳

初期梅毒通常因與另一已感染者直接性接觸獲得，暴露後約3至90天（平均21天）出現皮膚損傷，稱原發性下疳，會出現在接觸的位置。典型下疳（機率40%）是單一、硬化、無痛、無皮膚瘙癢潰爛、清楚的邊緣和平整的底部，大小約0.3到3.0公分。但是其後續病灶可能會以其他形式出現。典型的病灶會從斑疹、丘疹，最後到糜烂或溃疡，有時可能出現多發性病灶（〜40%），尤其是合併愛滋病感染時更為常見。病灶可能會很痛或觸痛（30%），並且可能出現在不是生殖器的位置（2-7%）。在女性最常見的位置是子宮頸（44%），在男性陰莖（99%），在肛門和直腸比較常見於與男性性行為的男子（34%）。下疳形成後7至10天，感染區域周圍的淋巴結常腫大（80%），若無治療，損傷可能持續三至六週。

### 第二期梅毒

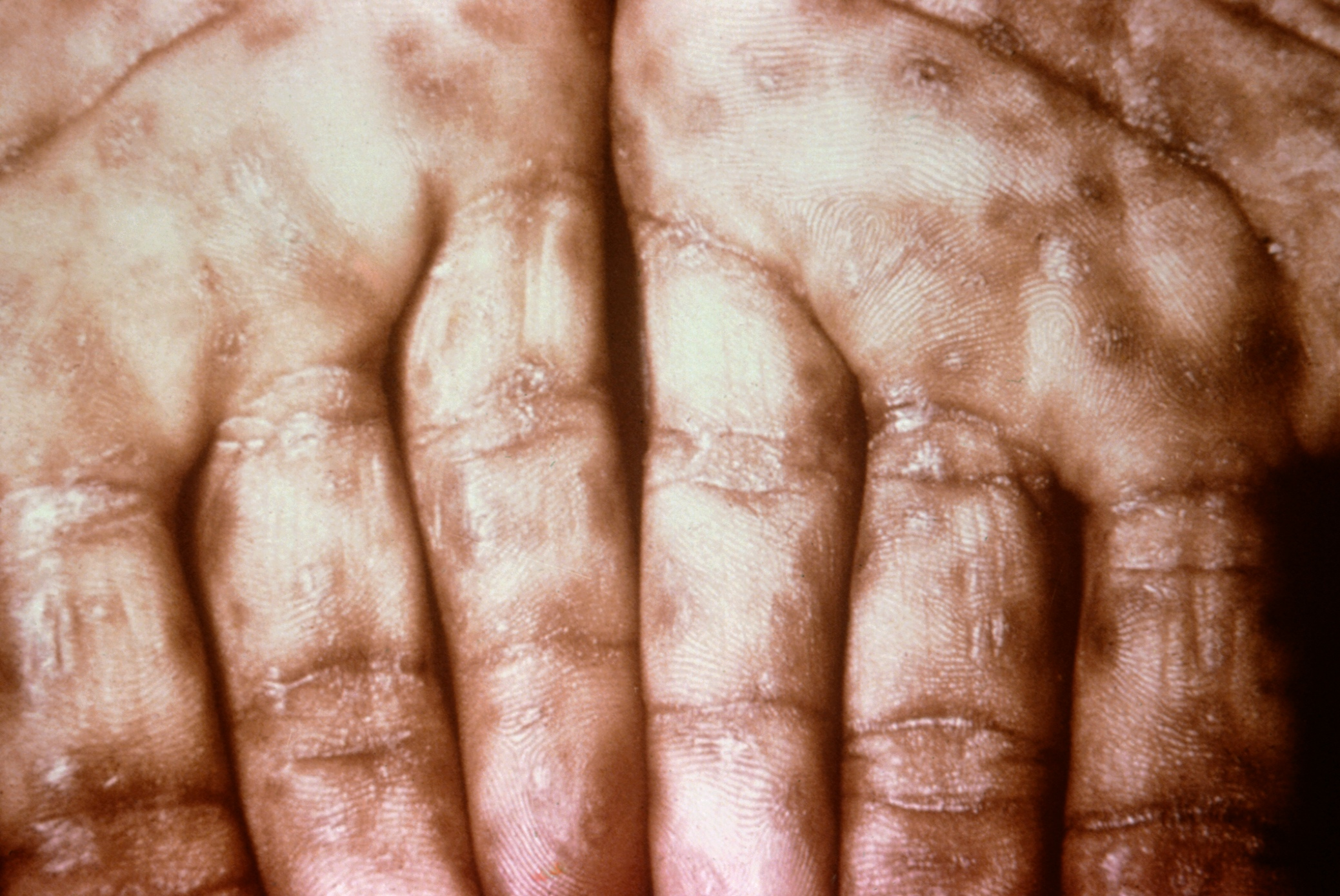
第二期梅毒的典型表现：手掌上出现皮疹

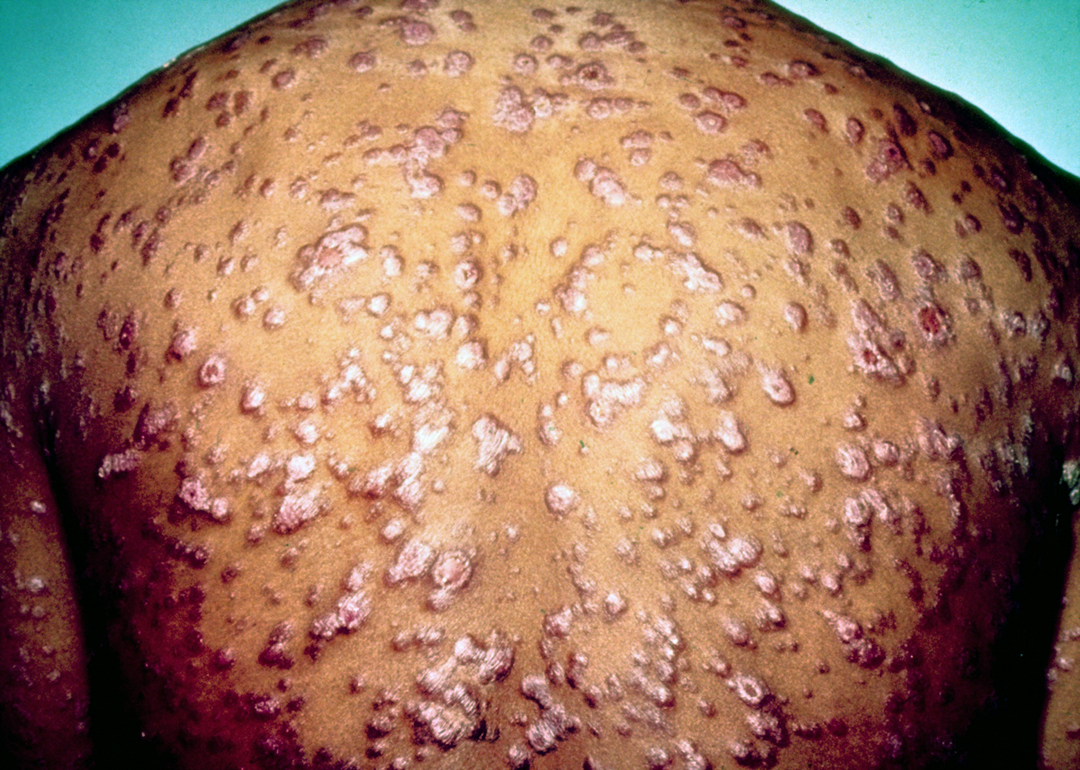
身上许多部位因第二期梅毒出现红色丘疹及结核

梅毒將會在初期梅毒發生後大約四到十周左右轉為二期梅毒。二期梅毒會以許多不同症狀呈現，症狀大多發生在皮膚、黏膜以及淋巴結。四肢與指間可能會有具對稱性、介於紅與粉紅之間、不造成搔癢的紅疹。紅疹可能會轉為斑丘疹或膿瘍，紅疹會漸漸轉為型態扁平、顏色偏白、疣狀的病灶，好發在黏膜，稱為扁平濕疣。以上這些病灶都充滿細菌且具傳染性。其他的症狀像是：發燒、喉嚨痛、倦怠、體重減輕、掉髮與頭痛，較少見的表徵像是肝炎、腎臟疾病、關節炎、骨膜炎、視神經炎、葡萄膜炎、間質性角膜炎。急性症狀往往會在三到六周之間緩解有將近四分之一的患者會重複出現二期梅毒的症狀。許多表現二期梅毒症狀的人（40%－80%的女性、20%－65%的男性），並沒有經歷過初期梅毒（硬下疳）的典型症狀。

### 潜伏期
梅毒潛伏期定義為：血清学上有感染證據，但卻沒有呈現症狀的時期。潛伏期發生時機差異很大，在美國，以二期梅毒症狀發生後一年為分界，分為早發潛伏期與晚發潛伏期，在英國，則以兩年為分界進入早發潛伏期的梅毒容易復發而晚發潛伏期的梅毒往往沒有症狀，也並不像是進入早發潛伏期的梅毒一樣具有傳染性。

### 第三期梅毒

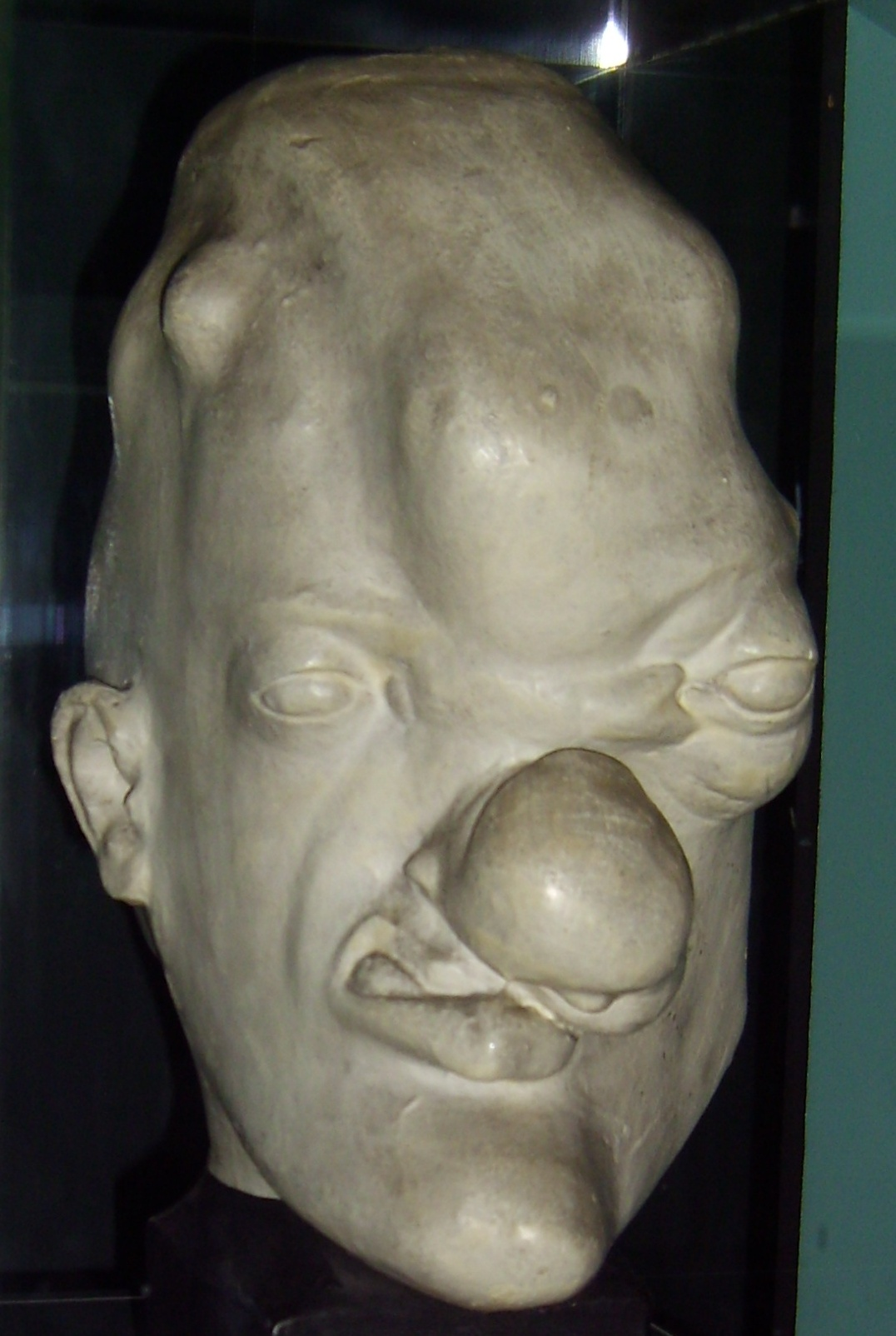
罹患第三期梅毒（梅毒瘤）的病患。巴黎人类博物馆内半身像。

三期梅毒在初次感染梅毒後三到十五年後發生，而且分為三種不同的形態：橡膠樣梅毒瘤（gummatous syphilis，15%）、晚期神經性梅毒（6.5%）以及梅毒性心血管疾病（10%）。未經治療的梅毒，將有三分之一的患者進入三期梅毒，三期梅毒患者並未具有傳染性。
梅毒瘤或晚發良性梅毒，通常好發在初次感染梅毒後1到46年後，平均大約是十五年。這個階段會形成慢性的梅毒瘤，往往是軟質、持續發炎的肉瘤組織，大小則不斷變動。一般來說會感染皮膚、骨頭和肝臟，但可發生在全身各處。
神經性梅毒指的是梅毒已經感染中樞神經。在感染初期可能就會發生，此時可能毫無症狀或是以梅毒性腦炎的方式表現；或是晚期以顱內血管性梅毒、麻痹性痴呆、梅毒性脊髓炎表現，會造成下肢平衡性差，以及宛如被閃電擊中的疼痛。晚期神經性梅毒一般發生在初次感染後的四到二十五年後顱內血管性梅毒的症狀一般會以情緒淡漠、癲癇、輕癱伴隨失智與梅毒性脊髓炎。神經性梅毒也會表現阿盖尔·罗伯逊瞳孔，指的是雙側瞳孔對焦近物時會縮小，對強光卻沒有反應的症狀。
梅毒性心血管疾病發生在初次感染後十到三十年間，最嚴重的併發症是梅毒性主動脈炎，可能會導致主動脈瘤的形成。

### 先天性
先天性梅毒指的是在懷孕期間或出生時被傳染的梅毒。三分之二感染梅毒的嬰兒，出生時並沒有任何症狀，兩歲左右開始出現的常見症狀有：肝脾腫大（七成）、紅疹（七成）、發燒（四成）、神經性梅毒（兩成）以及肺炎（兩成）。如果沒有接受治療，可能有四成會轉為晚期先天性梅毒，出現鞍型鼻、希各門納奇斯特徵、軍刀狀脛骨和克勞頓氏關節等症狀。

## 病因

### 病原菌

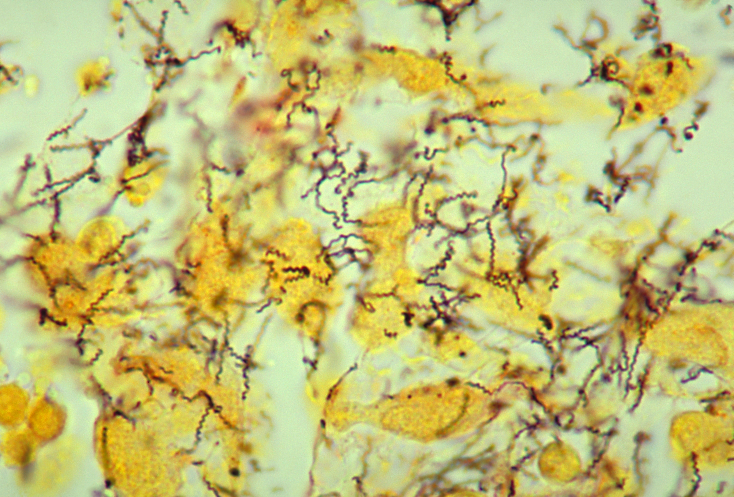
「苍白螺旋体」螺旋体以施泰纳银染色修改后的病理组织

梅毒螺旋體亞種螺旋體是螺旋狀、革蘭氏陰性、移動性強的細菌，其他相關梅毒螺旋體引起的人類疾病包括雅司病（雅司亞種）、品他病（斑點螺旋體亞種）和非性病梅毒（流行性亞種），它們不會導致神經系統疾病。人類是梅毒螺旋體亞種唯一已知的自然宿主，其無法在宿主以外的環境存活數天。這是由於其基因組很小（1.14 MDa），所以未編碼製造主要營養的代謝路徑。梅毒螺旋體亞種的倍增時間大於30小時，是較緩慢的。

### 传播
梅毒主要是透過性行為傳染，或在懷孕時由母親垂直傳染給胎兒，螺旋體可穿過粘膜或有傷口的皮膚，因此若親吻時有碰觸到傷口也是有可能被感染，同樣地，口交、性交以及肛交都是傳染途徑。大約30-60%曾接觸第一期或第二期梅毒病灶的人會得到此病。若用實例來解說，57個接種個體中大約有50%的機率會被感染，如此可知梅毒的傳染力。大多數（60%）發生在美國的新病例都是男男間性交導致。它同樣也會藉由血液製品傳播，但因為現今有許多國家都開始進行血液檢測，所以也降低了傳染風險。因為共用針頭而感染梅毒的機率已可說是相當少見了。
梅毒螺旋体怕干燥、怕氧气，所以在人体外的生存能力極低，在干燥環境和阳光照射下很快便死亡，但在潮湿环境下可以生存较长时间。梅毒通常不會經由馬桶座墊、日常活動、浴缸或分享餐具或衣物而傳播。這主要是因為该细菌在離開人體後很快就會死亡，所以藉由生物體來做為傳播媒介是幾乎不可能的。普通消毒剂如升汞（1:1000）和热肥皂水都能在短时间内消滅此细菌，煮沸也可將其立即殺死。

## 治療

### 感染初期
不複雜梅毒之首選治療仍然是單一劑量的肌內注射長效性青黴素。多西環素和四環黴素則是對青黴素過敏的替代選擇；然而，因有胎兒出生缺陷的風險，不建議孕婦使用此兩藥。梅毒對巨環內酯、利福平、克林黴素常有抗藥性。頭孢曲松，是第三代頭孢菌素，和青黴素一樣有效。建議治療中的人在水泡未痊癒之前，避免進行性行為。

### 感染後期
因青黴素G難以滲入中樞神經系統，對於神經性梅毒，則建議靜脈注射大劑量青黴素最少10天。如果對青黴素過敏，可改用雙鈉鹽或減敏療程。若較晚治療可連續三周每週一次肌肉注射青黴素G。在梅毒早期，如對盤尼西林過敏，可使用德霸黴素膠囊或四環黴素，但改用此兩藥會治療較久。在此階段治療可限制疾病進展，但對已損傷處則僅有輕微的作用。

### 雅-赫氏反應
治療的其中一個副作用是雅-赫氏反應。此副作用經常一小時之內發生，並持續24小時發燒、肌肉痛、頭痛和心跳加快。它是因為破裂的梅毒桿菌釋放脂蛋白（內毒素），導致免疫系統釋放細胞激素所引起的現象。

## 诊断

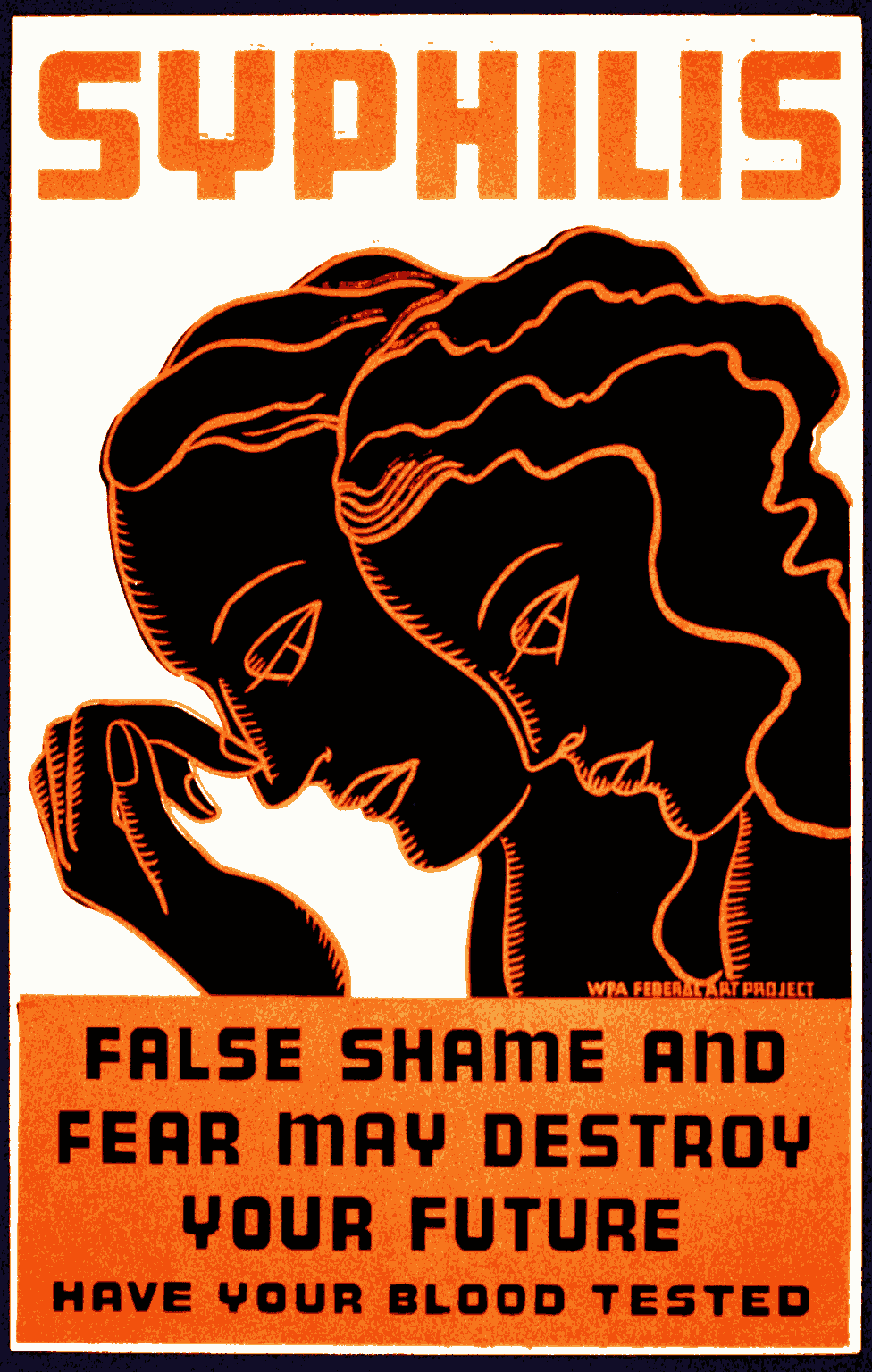
1936年美國的一幅梅毒检验海报，图中有一男一女因羞耻而低头，底部文字：错误的羞耻和害怕会毁了你的一生，去做血液测试吧。

临床上，很难从外观早期诊断出梅毒，須利用血液檢查或顯微鏡檢方能確診，驗血因較好操作，故較常用。然而，以上檢查無法區分是在梅毒的哪一個分期。

### 血液检测
血液測試分成非密螺旋體及密螺旋體試驗。非密螺旋體試驗通常用作初篩，包括性病研究實驗室試驗（VDRL）及快速血漿反應素試驗（RPR）。然而這些試驗有時會出現偽陽性，需要利用密螺旋體試驗再做確認，例如梅毒螺旋體顆粒凝集試驗（TP-PA）或螢光密螺旋體抗體吸收試驗（FTA-Abs）。非密螺旋體試驗偽陽性也可能出現在水痘或麻疹病毒感染的患者，或是淋巴瘤、肺結核、瘧疾、心內膜炎、結締組織病和妊娠等狀況下。密螺旋體抗體試驗通常在開始感染後2至5週即會呈現陽性反應，而神經性梅毒可藉由已知梅毒感染下，大量的白血球（主要是淋巴球）及腦脊液中高蛋白質含量作診斷。

### 直接测试
下疳患者的浆膜积液在暗視野顯微鏡下可能可以做立即性的診斷。在取得檢體10分鐘以內要做檢驗，靈敏度可達到接近80%，然而醫院並不是隨時備有這樣的設備給檢驗人員使用，因此僅可用作確認，而非初步診斷。另外2種試驗也可用於檢驗下疳患者的檢體，直接螢光抗體試驗（DFA）及核酸增幅試驗。直接螢光抗體試驗利用標有螢光素的抗體與特定的梅毒蛋白結合，而核酸增幅試驗利用聚合酶鏈鎖反應（PCR）等技術偵測梅毒特定基因序列的存在。這些檢驗方法不受時間影響，因為不需要活的菌體即可檢驗。

## 预防
截至2020年為止，並沒有疫苗能有效地預防梅毒，不過正在研發一些根據梅毒螺旋體蛋白來降低病變的疫苗。避免與感染者的親密身體接觸可以有效降低梅毒傳播機率，正確使用乳膠安全套也可以降低梅毒傳播機率，但不等於能完全消弭相關風險。美國疾病管制局建議與未感染的性伴侶維持類似一夫一妻制的長期關係，並避免使用酒精及其他會增加危險性行為可能性的藥物。
只要孕婦在懷孕初期進行產檢以及在感染梅毒後立即著手治療，則可以預防新生兒感染先天性梅毒的機會，「美國預防醫學工作小組」強烈建議所有的懷孕婦女都應進行全面性的篩檢而世界衛生組織則建議婦女在初次以及妊娠第三期時的產檢時實施梅毒篩檢。若檢驗結果呈現陽性，相關單位會建議伴侶也應同樣接受治療。先天性梅毒在開發中國家依舊橫行，因為多數的產婦並沒有接受產檢，而就算有產檢的婦女，也不一定有進行過梅毒篩檢。在已開發國家有時也會有零星個案，因為那些最容易感染梅毒的族群（例如因使用毒品等原因者），也是在懷孕期間最少受到妥善照顧的一群。目前有多項措施，是希望協助中低收入國家藉由篩檢，降低先天性梅毒的患病人數，而這些措施都已證實是相當有效。
梅毒在許多國家都是列為法定傳染病，包括加拿大、歐盟與美國都是如此。這就表示醫護人員需要在必要時通報衛生主管機關，同樣地，對該名患者的伴侶也有進行伴侶風險告知的義務，醫師也須鼓勵病患去尋求醫療協助。疾病管制局建議，有進行男男性交的男性每年至少需進行一次梅毒篩檢。
有許多方法可提高梅毒篩檢的後續追蹤，包含藉由電子郵件和簡訊做提醒。

## 流行病学
| 沒有數據 <35 35-70 70-105 105-140 140-175 175-210 | 210-245 245-280 280-315 315-350 350-500 >500 |

2004年每十万人因梅毒而导致的失能调整生命年
沒有數據
<35
35-70
70-105
105-140
140-175
175-210
210-245
245-280
280-315
315-350
350-500
>500

梅毒于2013年感染約31.5萬人，據信在1999年梅毒已感染了超過1.2億的人，其中发展中国家占了90%的個案。每年約有70萬至160萬人受梅毒影響而造成流產、胎死腹中與先天性梅毒，在2010年期間約造成113,000人死亡，較1990年202,000人少一些。梅毒在撒哈拉以南非洲地區造成大约20%的新生兒死亡，娛樂性藥物使用者、HIV感染者與男男性交者擁有較高的發生率。在美國，2007年男性引發梅毒的比率高過女性六倍，然而在1997年比例卻是相當的。其中非裔美國人在2010年占了近半數的個案截至2014年，美國的梅毒感染數仍持續增加。
梅毒在18與19世紀的歐洲十分流行，福樓拜發現梅毒在19世紀埃及的妓女間十分流行。在20世紀初直到1980、1990年代之間，已開發國家的梅毒感染狀況，由於抗生素的廣泛使用而降低。2000年起，梅毒在美國、加拿大、英國、澳洲與歐洲的感染率正逐漸升高，主要發生於男男性接觸人群。然而，美國女性的感染率趨於穩定；英國女性的感染率雖有升高，但升高比率相較男性緩慢。自1990年代以來，中國與俄羅斯異性戀者感染率上升這得歸咎於不安全性行為，例如濫交、招妓，以及性行為中較少使用防護措施。
在未經治療的情況下，死亡率約為8%至58%，其中男性死亡率較高。梅毒的症狀在19、20世紀逐漸逐漸變得不嚴重，一部分是因為現今普遍且有效的治療和螺旋體的毒力下降，因為及早治療，降低了併發症的出現。梅毒提高了愛滋病的傳染風險達二到五倍，也常見到同時感染的情形（此比例在数个城市中心达到30–60%）。古巴在2015年成為全世界第一個根除梅毒垂直感染（由母親對小孩的感染）的國家。

## 历史

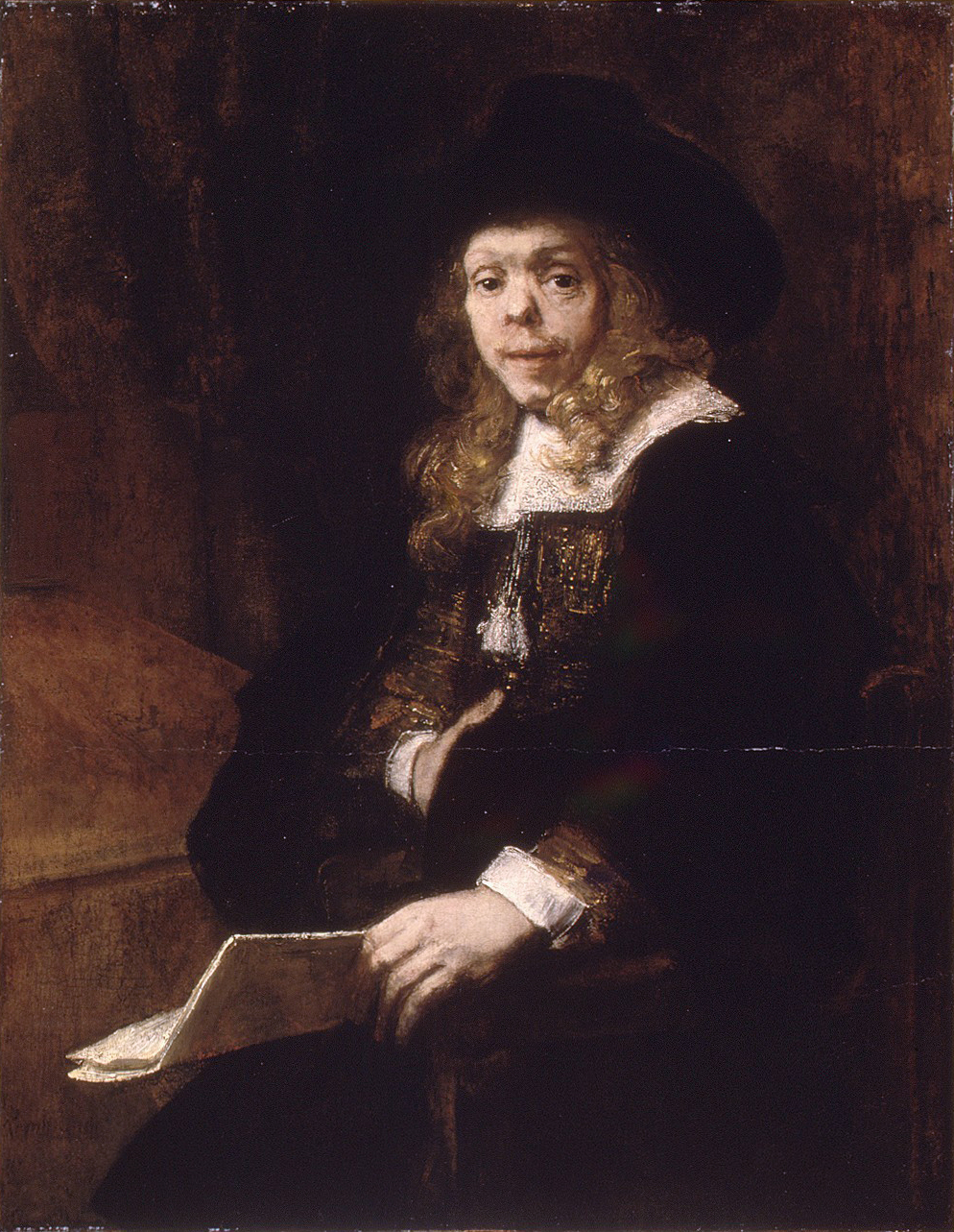
伦勃朗所画的傑拉爾·德·萊里瑟画像。德·萊里瑟是一名画家及艺术理论家，罹患先天性梅毒。此病使他脸部严重变形并在最后使他失明。约1665–67，帆布油画。

### 歐洲
梅毒的確切來源存在爭議。目前僅能確定在歐洲接觸到它之前，梅毒便存在於美洲大陸。爭議的癥結點是不確定梅毒在傳入歐洲之前，是否也同時存在於其他地區只是未被辨識出來。其中有「哥伦布假说」及「前哥伦布假说」兩種較主要的假設：「哥倫布假說」認為梅毒會從美洲被傳播到歐洲，和哥倫布遠航所同行的船員們脫不了關係；另一種則是認為其實歐洲本來就存在梅毒，只是一直沒有被人發現，直到哥倫布回到歐洲不久後，它才正式被發現。而這兩種假說，分別被稱為「哥倫布假說」與「前哥倫布假說」。不過目前現有證據而言較支持「哥倫布假說」，因為梅毒第一次在歐洲爆發的書面記錄，記載於1494或1495年的義大利那不勒斯。當時法國正入侵義大利。也因為有人聲稱是法國人傳播梅毒的，所以它最初被那不勒斯人稱為「高盧病」。
但也因為此病是在那不勒斯投降後，才在軍隊中爆發開來，因此也被稱為那不勒斯病。
1530年，意大利维罗納的医生兼诗人吉羅拉莫·弗拉卡斯托羅发表了《西菲利斯：高卢病》（Syphilis, sive Morbus Gallicus），為一韻以长短格六步格所写的拉丁文詩。该诗描述意大利疾病肆虐情形，詩中主人翁是一位名叫西菲力士（Syphilus）的牧羊人此病在历史上也被称为「大痘」。患有高卢病（morbus gallicus），是一种性病。有人认为可能是第一位患有梅毒的人，于是便把这种疾病叫做Syphilus。
梅毒螺旋體這種致病微生物，最早是由弗里茨·蕭丁和埃里希·霍夫曼於1905年時所發現的。第一個有效治療梅毒的灑爾佛散是保罗·埃尔利希在1910年發現的，在1943年證實此療法有效。20世紀中發現抗生素並將其用在治療中，在這之前一般會用水銀治療，並且是將患者隔離，治療的副作用往往比疾病本身更嚴重。
歷史上像弗朗茨·舒伯特等名人可能都患有梅毒。尼采長期以來一直也被認為是因為後期梅毒而去世，但最近對此診斷已有提出質疑。

### 中國
独见霉疮一症，往往外治无法，细观经书，古未言及，究其根源，始于舞会之未，起于岭南之地，致使蔓延通国，流祸甚广……一感其毒，酷烈匪常……入髓沦肌，流经走络，或攻脏腑，或寻孔窍……始生下疳继而骨痛，眉髮脱落，甚则目盲，耳闭……甚则传染妻孥，丧身绝良，移患于子女。——陈司成，《霉疮秘录》
16世纪以前，中国尚无梅毒的记载，1498年，梅毒出现於印度。大约于1505年，梅毒由葡萄牙商人传入广东岭南一带，当时称“广东疮”、“杨梅疮”，此后梅毒向内陸传播。明代陈司成著《霉疮秘录》被认为是中国第一部论述梅毒最詳盡的专著，明代李时珍著《本草纲目》详细记载了梅毒流行情况。
1636年，陈司成记录了一种名为霉疮（即梅毒）的疾病，这种病源自岭南地区，蔓延全国，祸害极广。一旦感染，病情剧烈，侵入骨髓和肌肉，传播经络，攻击内脏和孔窍，导致一系列严重症状，包括下疳、骨痛、眉毛等毛髮脱落、以及失明和失聪。此外，病情严重时会传染给家人，导致死亡和道德败坏，甚至遗传给子女。

## 藝術與文學

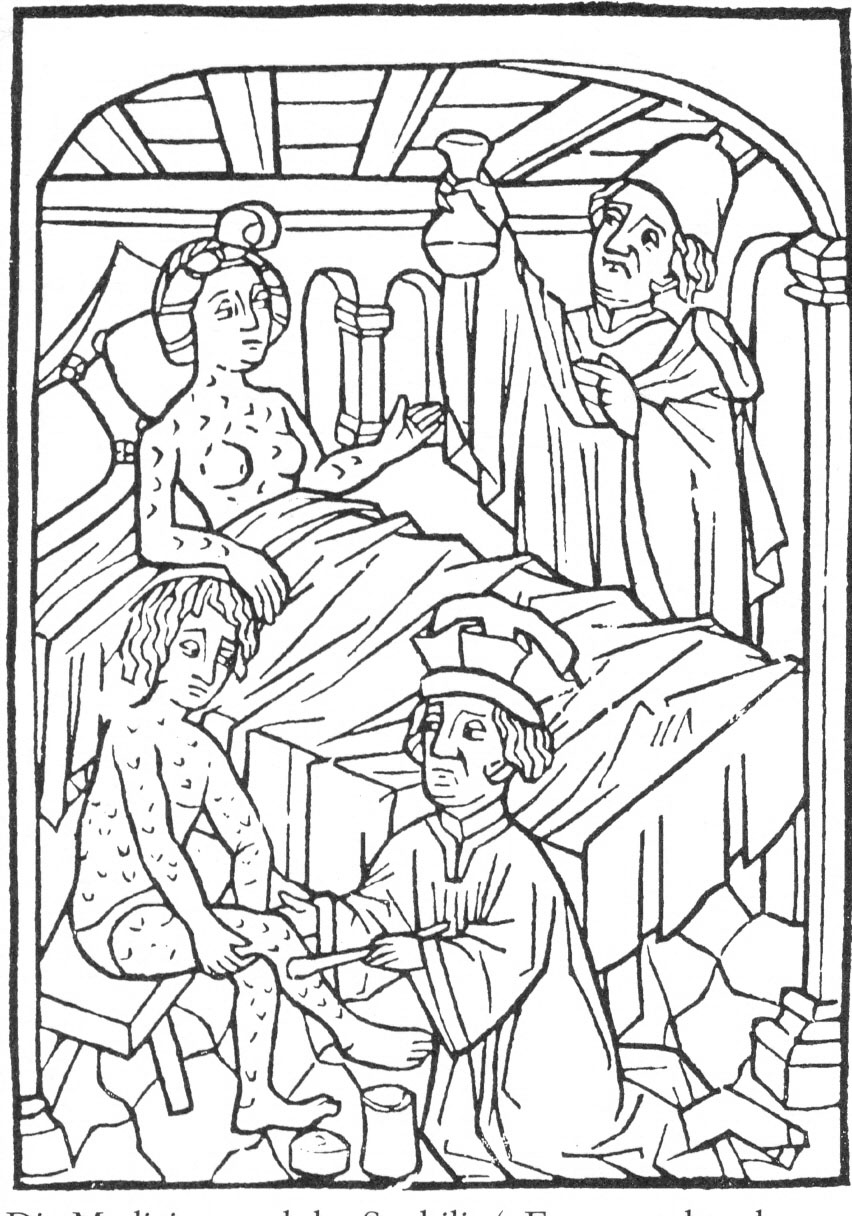
目前已知關於最早符合梅毒醫學形象的畫作，繪於1498年，維也納

目前已知最早描繪梅毒形象的是杜勒於1490年代所繪製的版畫《梅毒患者》，畫中人物的形象據信是一位國土傭僕（北歐傭兵）。19世紀有關「紅顏禍水」和「蛇蠍女郎」的傳聞，有可能有部分與梅毒流行有關，如當時的济慈所寫的《女窈窕兮無情》，即是該時代背景的經典範例之作。
畫家斯特拉达努斯在1580年代曾繪製畫作，描述一位富人接受有關癒創樹的治療，此畫作的標題是「准备和使用愈创木酚来治愈梅毒」（Preparation and Use of Guayaco for Treating  Syphilis）。此畫作是在一系列慶祝發現新大陸的畫作中，也可以表示對當時的歐洲貴族而言，梅毒的治療是多麼的重要。在圖畫中，有四名僕人在准备药汁，醫生正在檢視，而病人正在飲用藥汁。

## 社会与文化

### 艺术与文学
艺术家史特拉丹奴斯在1580年左右画了幅画，描绘一名富人接受以热带愈疮木进行的梅毒治疗。该作品的名称为「备置及使用愈创木来治疗梅毒」。该艺术家选择在一系列作品中纳入此图像来庆祝發现新世界，这显示出对当时的欧洲菁英份子而言，梅毒的治疗（即使无效）有多重要。在这幅色彩丰富且细节清楚的作品中，描绘了4名正在准备药汁的仆人，而一名医生在盯着倒霉的病人喝药的同时藏了东西在背后。

### 塔斯基吉和危地马拉研究

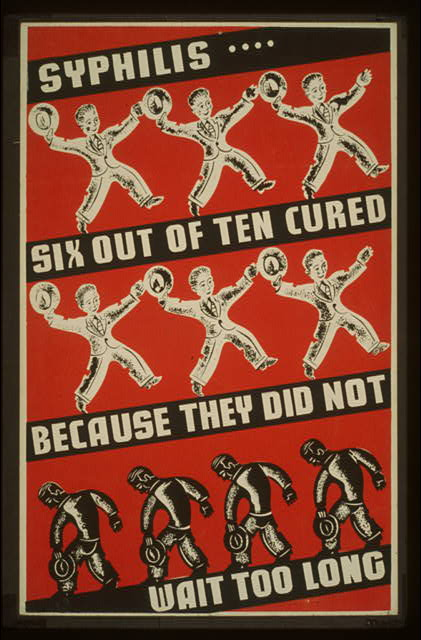
美国在大萧条时代宣传尽早治疗梅毒的海报

二十世紀在美國進行的塔斯基吉梅毒試驗，是相關駭人聽聞且衝擊醫學倫理底線的實驗。這項計畫是由美國衛生與公共服務部所資助，由塔斯基吉研究機構在阿拉巴馬州的塔斯基吉進行的醫學實驗。這項計畫開始於1932年，那時候梅毒還是大規模的流行疾病，還沒找到安全又有效的治療方法。此計畫的設計，是為了研究感染梅毒後的發病歷程。1947年，人們發現，盤尼西林可治療初期的梅毒感染，也開始廣泛的使用，不過對於較晚期梅毒病患的效果，卻仍混沌不明。研究機構的負責人沒有提供受試者盤尼西林，不過此說法仍有爭議，因為後來有發現部分的個案曾有接受盤尼西林治療的紀錄。
在1960年代，美籍律師彼得·邦司頓寫信給主導塔斯基吉梅毒試驗的機關美國疾病控制與預防中心。信中提到有數以百計的黑人病患本可治癒，卻因為這個實驗喪生及衍生的道德問題。該局卻回信提到，這個計畫必須持續到所有的患者死去為止。到了1972年，邦司頓投書主流媒體，造成了社會一片嘩然。也因為這樣，這個計畫被迫終止，這場訴訟耗費九百萬美元，而美國國會也成立了專責委員會，立法阻止相似的事件在未來再度發生。
1994年成立了塔斯基吉梅毒試驗專責委員會，由於委員會的努力，梅毒試驗的倖存者在1997年5月16日受邀前往白宮，由美國總統柯林頓代表政府為這項研究向倖存者致歉。
1946年到1948年在危地马拉也有進行由美國資助的梅毒人體試驗，是在胡安何塞·阿雷瓦洛在危地马拉執政時和一些卫生部长和官员的合作所下进行。醫生讓士兵、犯人和精神病患在沒有知情同意的情形下，感染梅毒及其他性傳染病，再用抗生素進行治療。美國在2010年10月正式向危地马拉為此人體試驗致歉。